# 254 (число)
254 (Дві́сті п'ятдеся́т чоти́ри) — натуральне число між 253 та 255.
- 254-й день у році — 11 вересня (у високосний рік — 10 вересня).

## У математиці
- 254 — є парним тризначним числом.

- Сума цифр цього числа — 11;
- Добуток цифр цього числа — 40;
- Квадрат числа 254 — 64516;

- Належить до біпростих чисел;
- Належить до двійкової послідовності Морзе-Туе;
- Належить до безквадратних чисел;

## В інших галузях
- 254 рік
- 254 до н. е.
- В Юнікоді 00FE16 — код для символу «þ» (Latin Small Letter Þ With Thorn).

## Цікавинки
- NGC 254 — галактика типу SB0 у сузір'ї Скульптор;
- 254 Августа (254 Augusta) — астероїд головного поясу, відкритий 31 березня 1886 року Йоганном Палізою у Відні.
- Київська спеціалізована школа № 254 з поглибленим вивченням англійської мови — м. Київ[1]